# Bornel
Bornel este o comună nouă franceză situată în departamentul Oise, în regiunea Hauts-de-France, creată la 1 ianuarie 2016 prin fuziunea comunelor Bornel, Anserville și Fosseuse, care au acum statutul de comune delegate.

## Geografie

### Descriere
Bornel este un târg periurban picard din regiunea Pays de Thelle, situat la 36 km nord de Paris, 32 km est de Gisors, 27 km sud-est de Beauvais și 21 km sud-vest de Creil.
Este traversat de fosta rută națională 1 (drum clasificat ca drum departamental, actualul RD 1001) și de autostrada A16, al cărei cel mai apropiat nod rutier este cel de la Méru (ieșirea 13).
Comuna face parte din zona de ocupare a forței de muncă din Beauvais și din bazinul rezidențial Persan - Beaumont-sur-Oise.

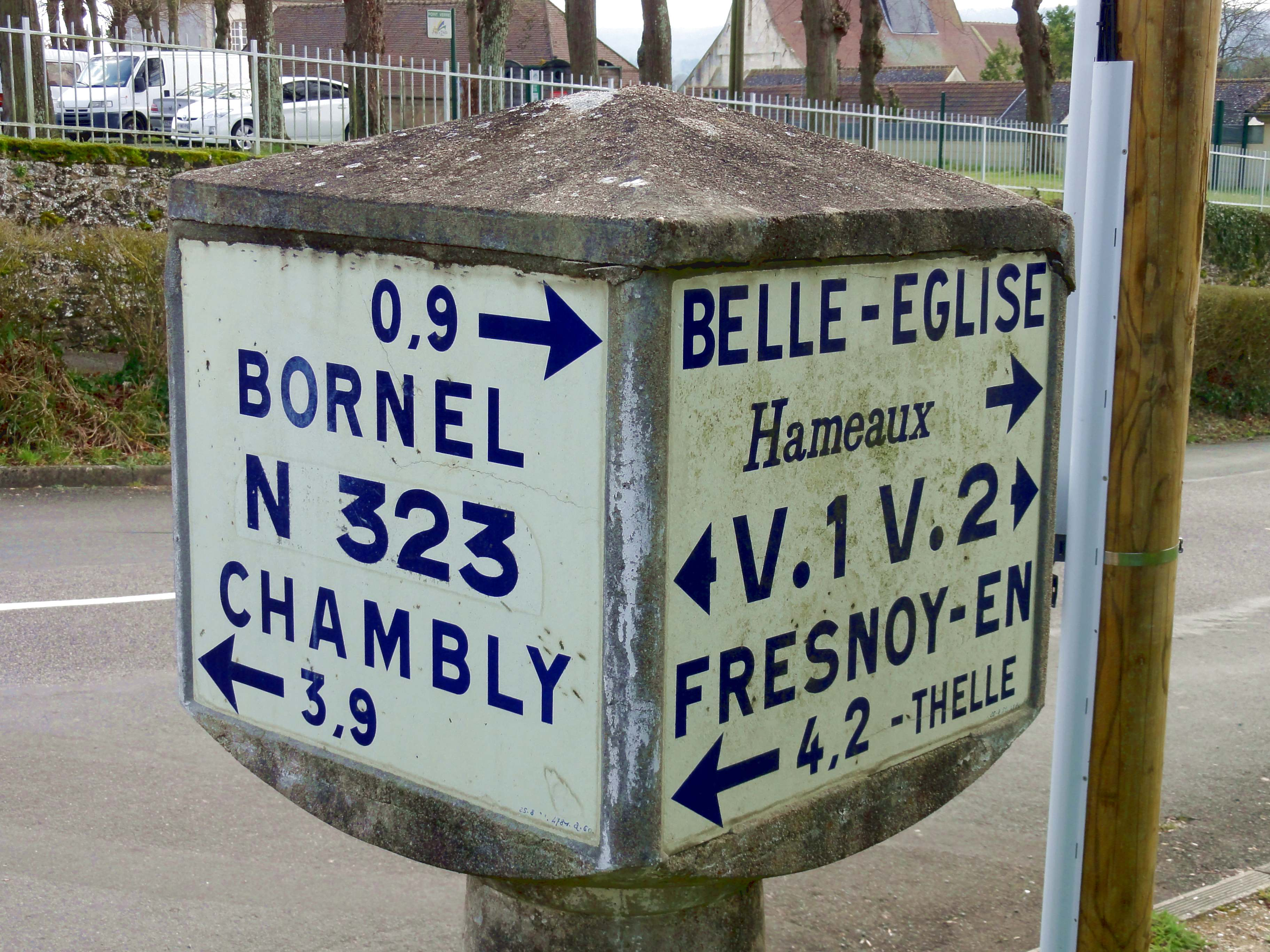
Veche bornă Michelin,
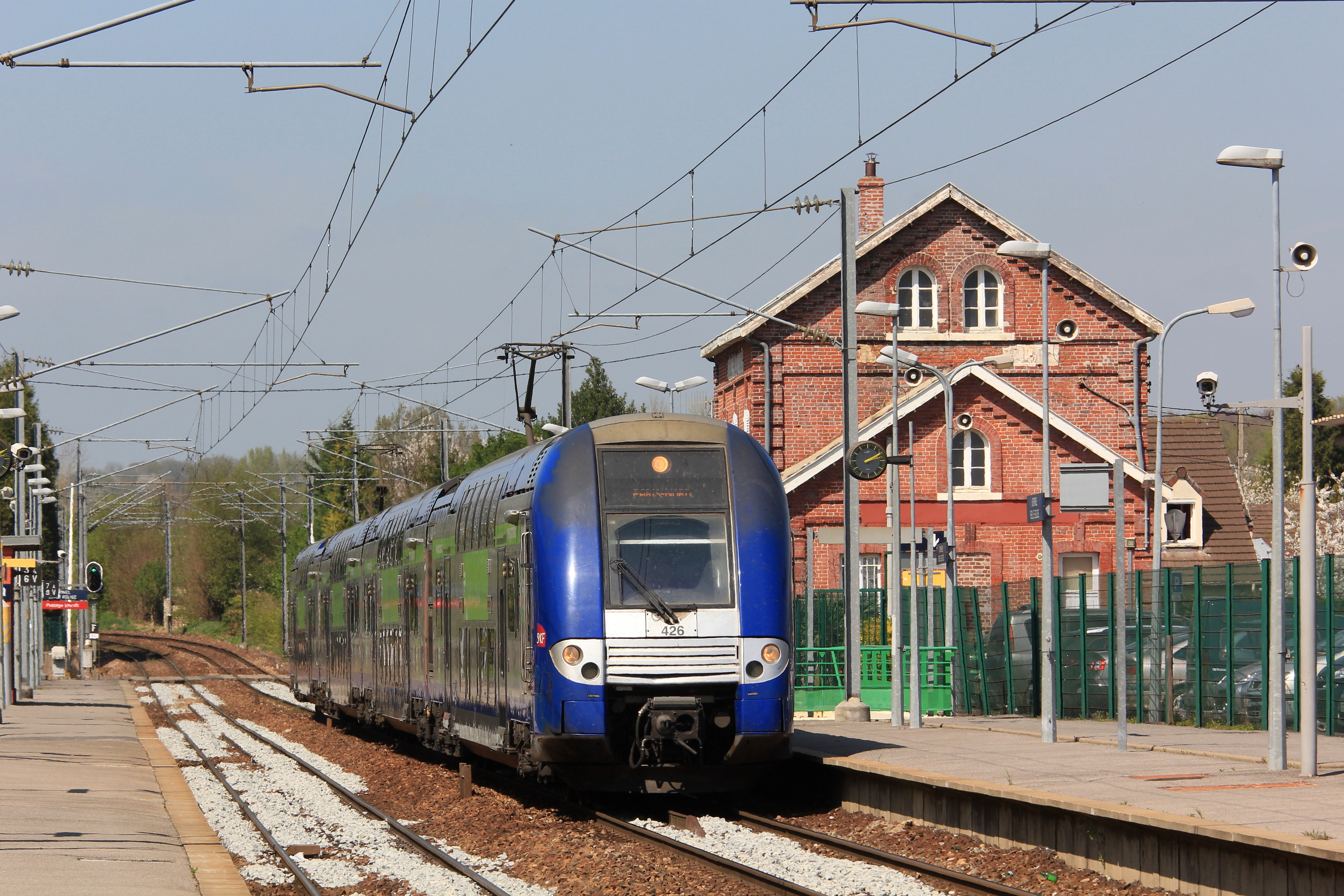
Gara.

### Comune limitrofe
| Esches                                         | Mortefontaine-en-Thelle | Dieudonne Puiseux-le-Hauberger |
| Amblainville                                   |                         | Fresnoy-en-Thelle              |
| Arronville (Val-d'Oise) Frouville (Val-d'Oise) | Hédouville (Val-d'Oise) | Belle-Église                   |

### Hidrografie
Comuna este situată în bazinul hidrografic al Senei-Normandia. Ea este drenată de râurile Esches și Gobette.
Râul Esches, cu o lungime de 20 km, își are izvorul în comuna Méru și se varsă în Oise la Persan, după ce traversează șase comune. Caracteristicile hidrologice ale râului Esches sunt furnizate de stația hidrologică situată în comună. Debitul mediu lunar este de 0,66 m³/s. Debitul mediu zilnic maxim a fost de 4,05 m³/s, atins în timpul viiturii din 7 iulie 2001. Debitul maxim instantaneu a fost de 7,51 m³/s, atins în aceeași zi.

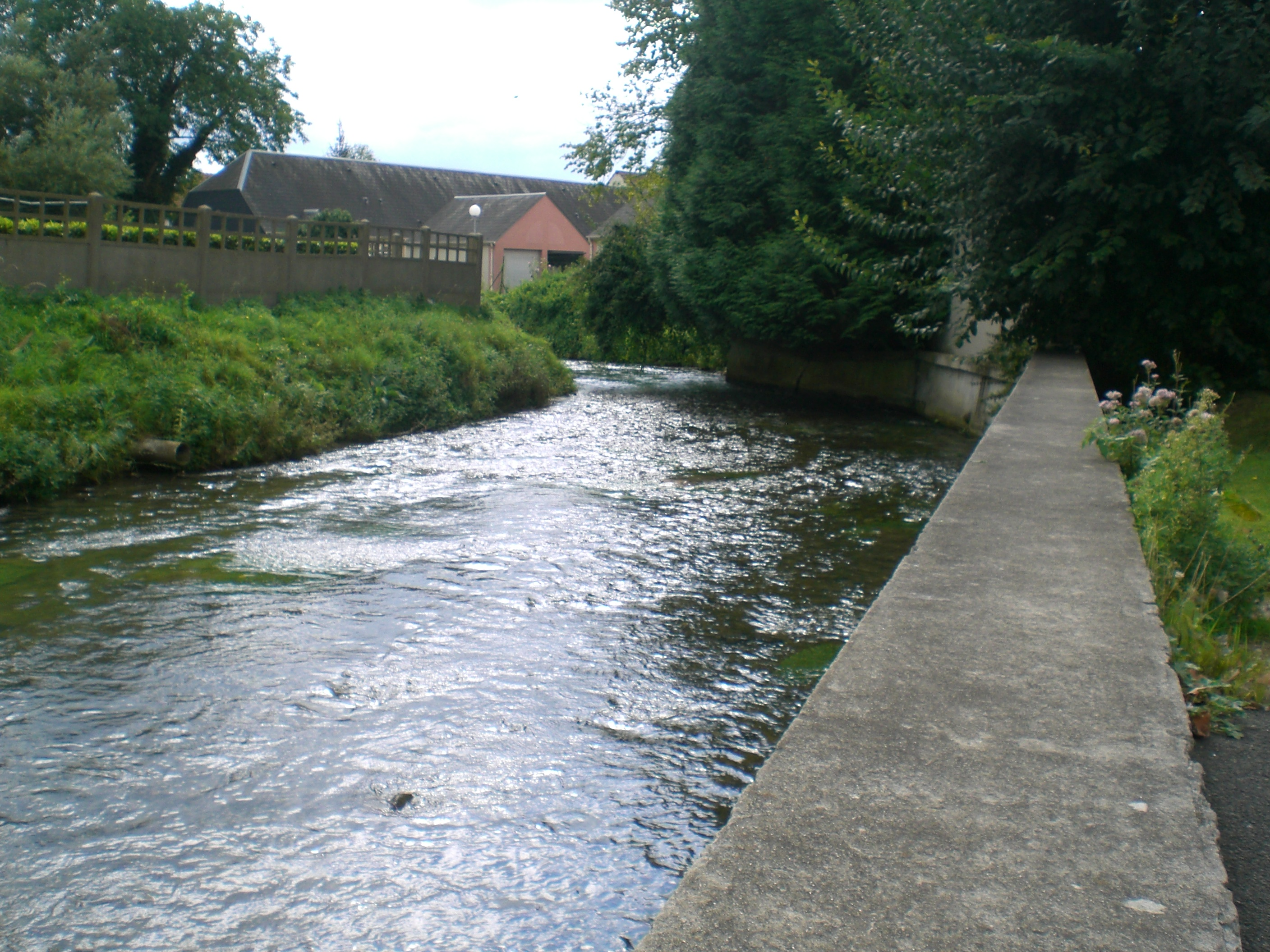
Esches la Bornel.
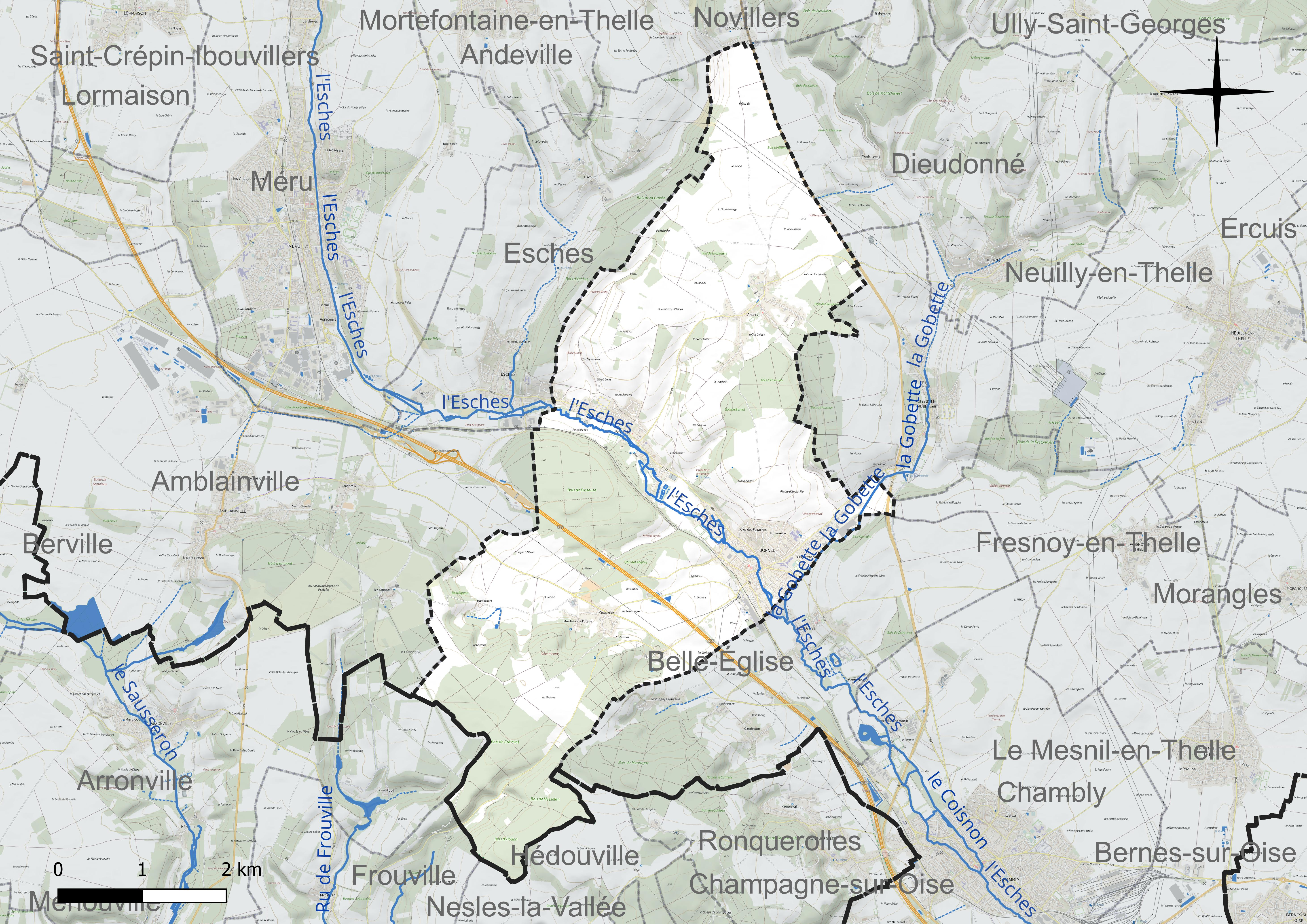
Rețeaua hidrografică Bornel.

Un plan de apă completează rețeaua hidrografică: bălțile Saut du Loup (0,3 ha).

### Clima
În 2010, clima comunei este de tipul climatului oceanic degradat al câmpiilor din Centru și Nord, conform unui studiu al Centrului Național de Cercetare Științifică (CNRS) pe baza unui set de date care acoperă perioada 1971-2000 bazat pe o serie de date din perioada 1971-2000. În 2020, Météo-France a publicat o tipologie a climatului pentru Franța metropolitană, în care comuna este expusă unui climat oceanic și se află în regiunea climatică Sud-vest a bazinului Parisian, caracterizată printr-o ploaie redusă, în special primăvara (120-150 mm) și un iarnă rece (3,5 °C).
Pentru perioada 1971-2000, temperatura anuală medie este de 11 °C, cu o amplitudine termică anuală de 14,6 °C. Cumulul anual mediu de precipitații este de 676 mm, cu 10,8 zile de precipitații în ianuarie și 7,7 zile în iulie. Pentru perioada 1991-2020, temperatura medie anuală observată la stația meteorologică Météo-France cea mai apropiată, situată în comuna Pontoise la 17 km distanță, este de 12,5 °C, iar cumulul anual mediu de precipitații este de 666,7 mm.
Parametrii climatici ai comunei au fost estimați pentru mijlocul secolului (2041-2070) conform diferitelor scenarii de emisie de gaze cu efect de seră, bazate pe noile proiecții climatice de referință DRIAS-2020. Aceștia pot fi consultați pe un site dedicat publicat de Météo-France în noiembrie 2022.

## Urbanism

### Prezentare
Comuna Bornel este constituită din patru cătune locuite: Courcelles, Montagny-la-Poterie, le Ménillet și Hamecourt, precum și din comunele delegate Anserville și Fosseuse.

### Tipologie
La 1 ianuarie 2024, Bornel este categorisită ca bourg rural, conform noii grile comunale de densitate cu șapte niveluri definită de INSEE (Institutul Național de Statistică și Studii Economice) în 2022. Face parte din unitatea urbană Bornel, o aglomerație intra-departamentală care reunește două comune, dintre care ea este orașul central. În plus, comuna aparține zonei metropolitană a Parisului, unde este o comună din zona periurbană, această zonă reunind 1.929 de comune.

### Căi de comunicație și transport
Gara Bornel - Belle-Église este situată pe teritoriul comunei și este deservită de TER Hauts-de-France care circulă între gările Beauvais și Paris-Nord.
Comuna este deservită de următoarele linii de transport in comun:
- Réseau Oise - Région Hauts-de-France - Lot 1: 6110, 6121, 6131, 6132, 6134, 6138, 6614;
- Réseau Oise - Région Hauts-de-France - Lot 2: 6201, 6234.

## Toponimie
Prima mențiune documentară a numelui Bornel datează din anul 751, când comuna era cunoscută sub numele de Bordonellum. Etimologic, numele provine din germanicul borda, care înseamnă „scândură” sau „colibă”, la care se adaugă dublul sufix roman diminutiv -on și -ellum, formând sensul de „colibă mică”.

## Istorie
La 19 iunie 1944 a avut loc bătălia de la Ronquerolles, la granița dintre comunele Ronquerolles, Bornel, Belle-Église și Hédouville. Bătălia s-a dat între un mic grup de Rezistenți francezi și trupele germane de ocupație și represiune]], formate din Regimentul de Securitate 6, estimat la trei batalioane, adică între 800 și 1.000 de soldați. Dintre cei 17 rezistenți capturați de germani, 11 au fost împușcați la L'Isle-Adam, iar doi au fost deportați.
În 2015, confruntate cu reducerea programată a subvențiilor de stat către comune, Anserville, Bornel și Fosseuse au decis să se unească pentru a menține aceste subvenții timp de trei ani și pentru a beneficia de o majorare de 5% a dotării globale de funcționare. Un decret prefectoral din 25 septembrie 2015 a decis crearea comunei noi Bornel la 1 ianuarie 2016, prin fuziunea fostelor comune Anserville, Bornel și Fosseuse, care au devenit, de atunci, comune delegate.

## Populația și societatea

### Date demografice
Evoluția numărului de locuitori este cunoscută prin recensămintele populației efectuate în comună încă de la înființarea sa.
În 2021, comuna număra 4785 locuitori, în scădere cu −0,17 % față de 2015 (Oise: +0,89 %, Franța fără Mayotte: +1,84%).
| An        | 2016 | 2017 | 2018 | 2019 | 2020 | 2021 |
| --------- | ---- | ---- | ---- | ---- | ---- | ---- |
| Populație | 4828 | 4817 | 4799 | 4764 | 4774 | 4785 |

### Sport

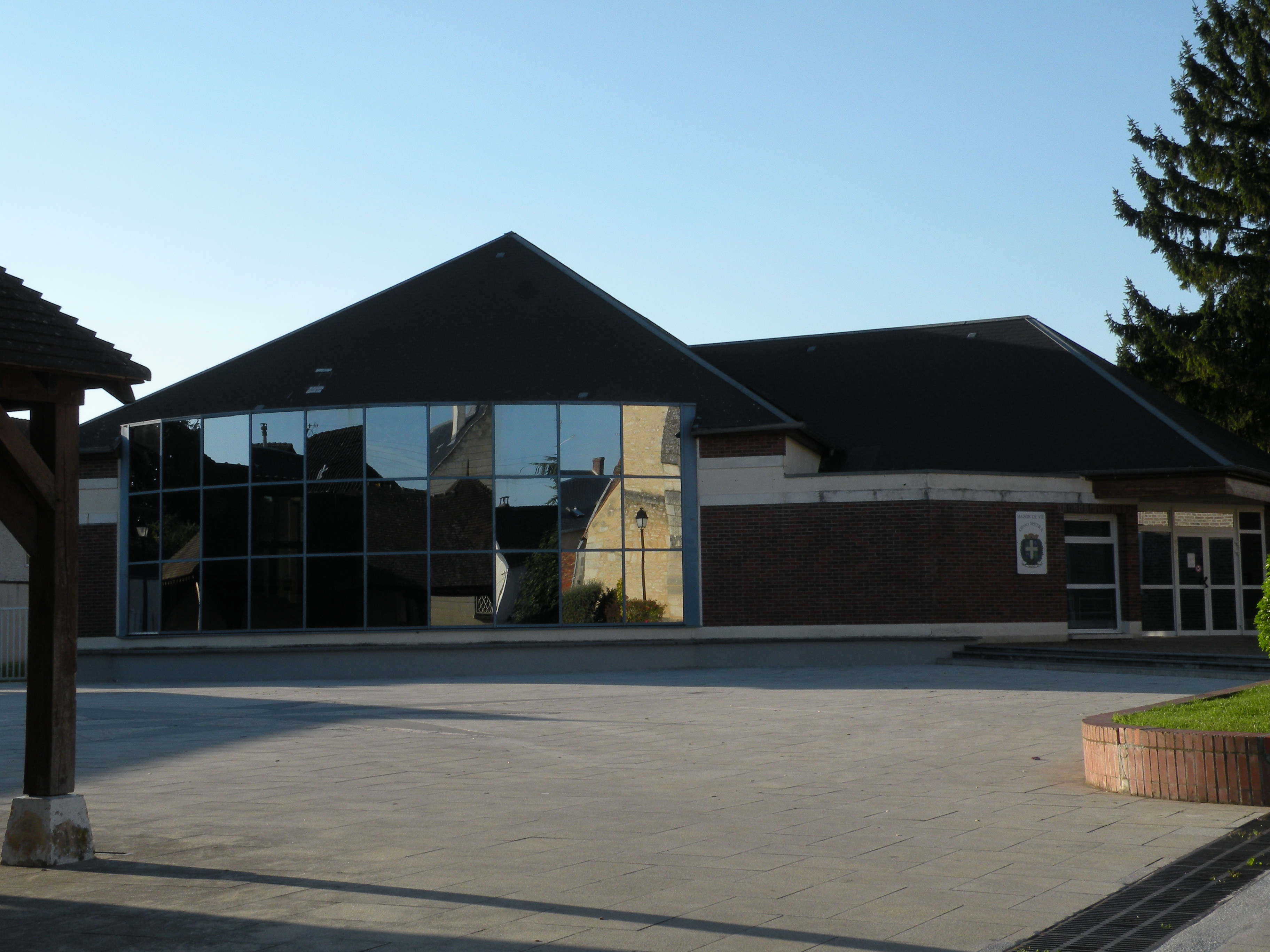
Sala comunală din Bornel

Comuna dispune de un gimnaziu situat lângă Colegiul Françoise Sagan, care poartă numele jucătoarei de tenis Amélie Mauresmo, aceasta inaugurând sala în 2008.

## Economie și industrie
Există o unitate industrială notabilă, „Le Bronze-Alloys” (fosta CLAL), specializată în aliaje pe bază de cupru.

## Cultura și patrimoniul local

### Locuri si monumente

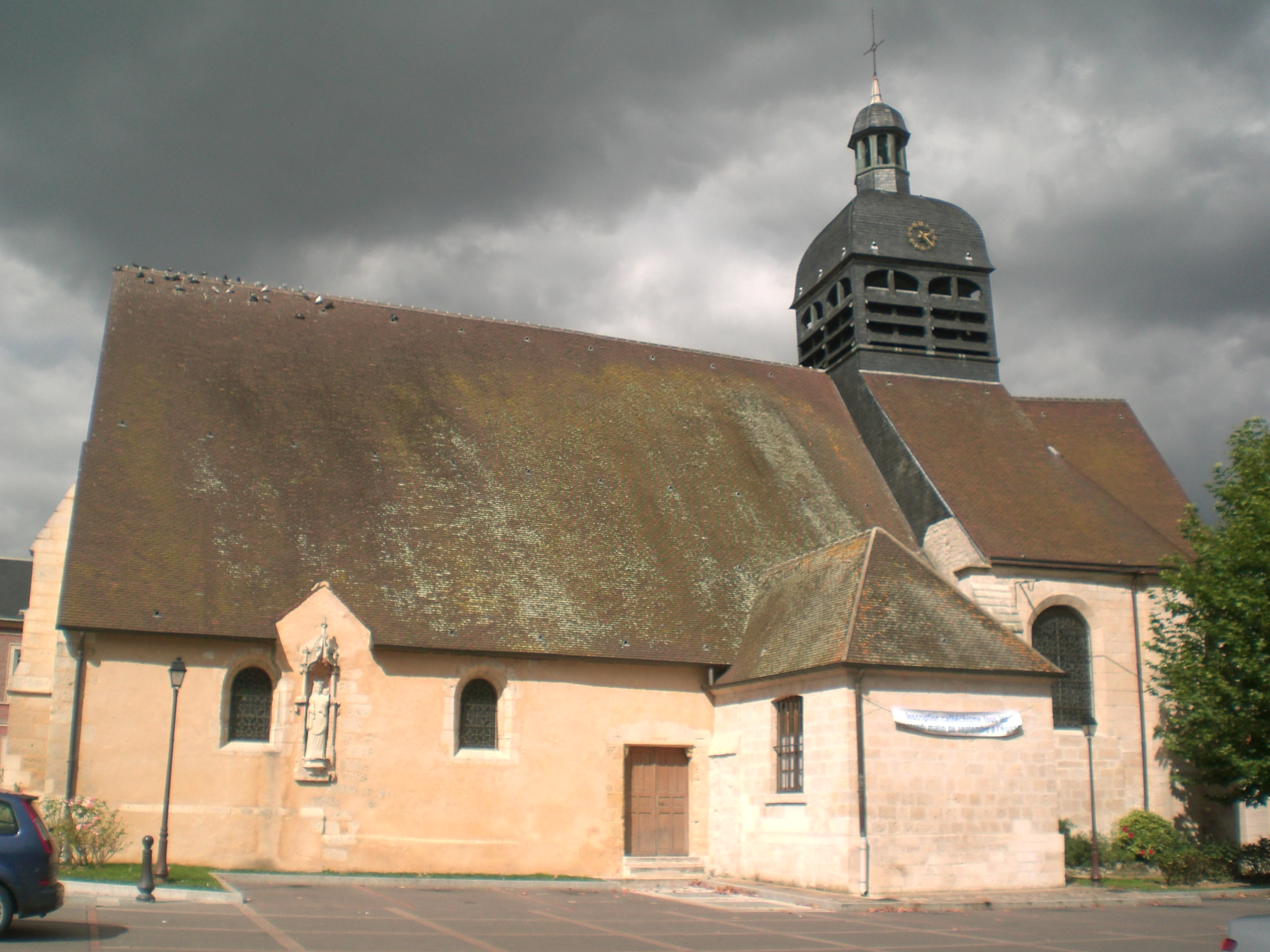
Biserica Saint-Denis de Bornel
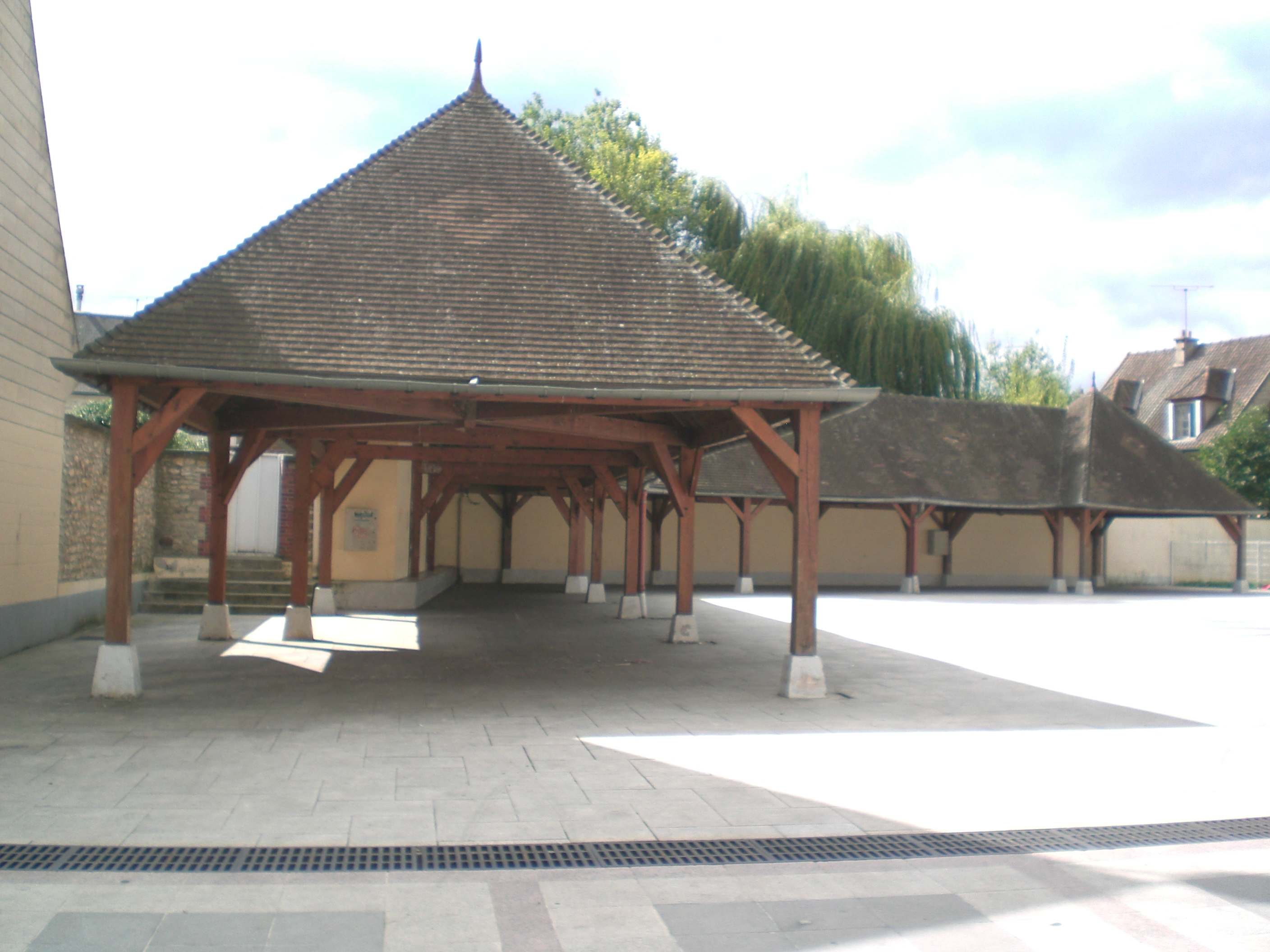
Hala din Bornel
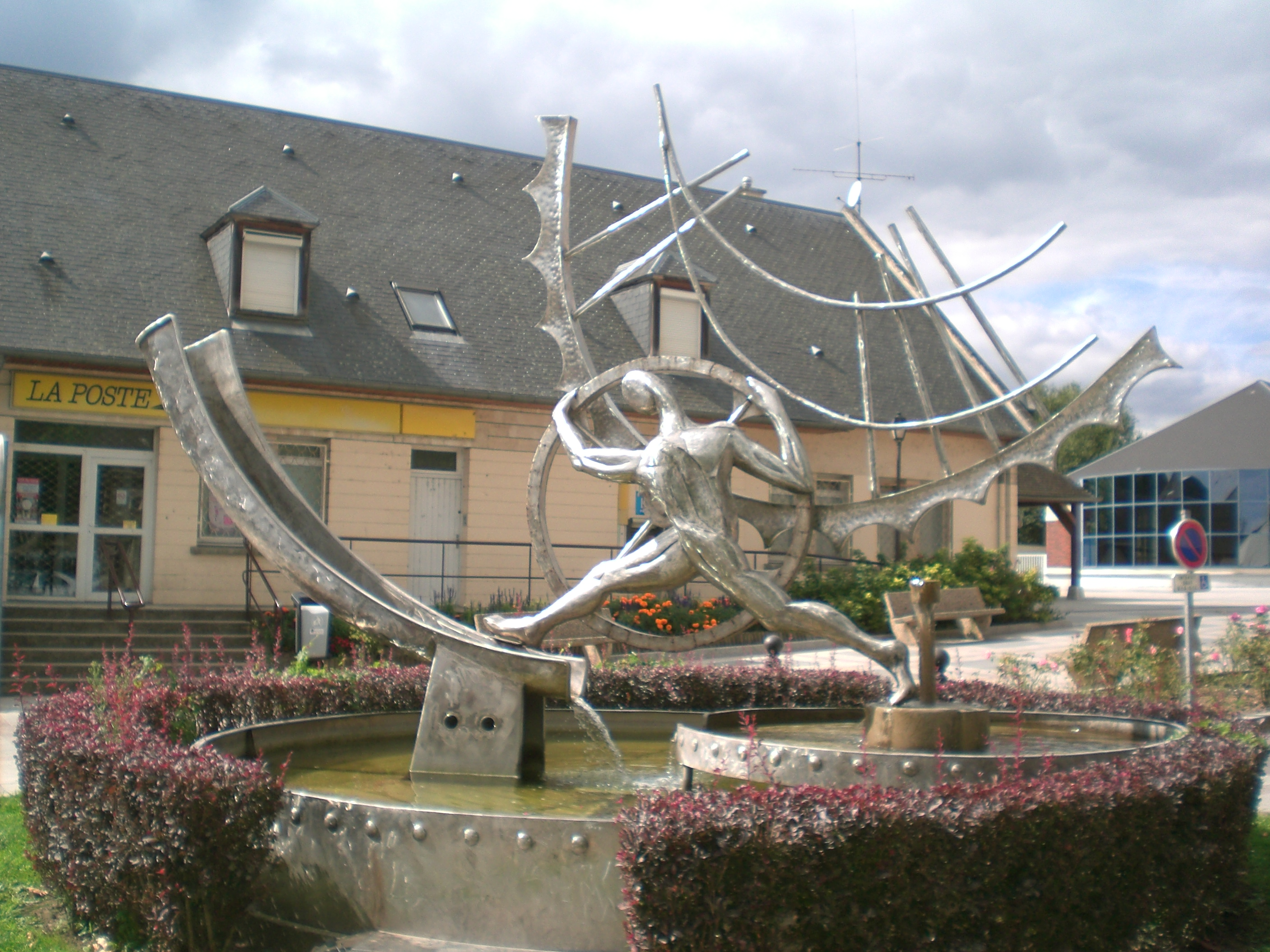
Fântâna din Bornel, situată în fața primăriei și oficiului poștal.
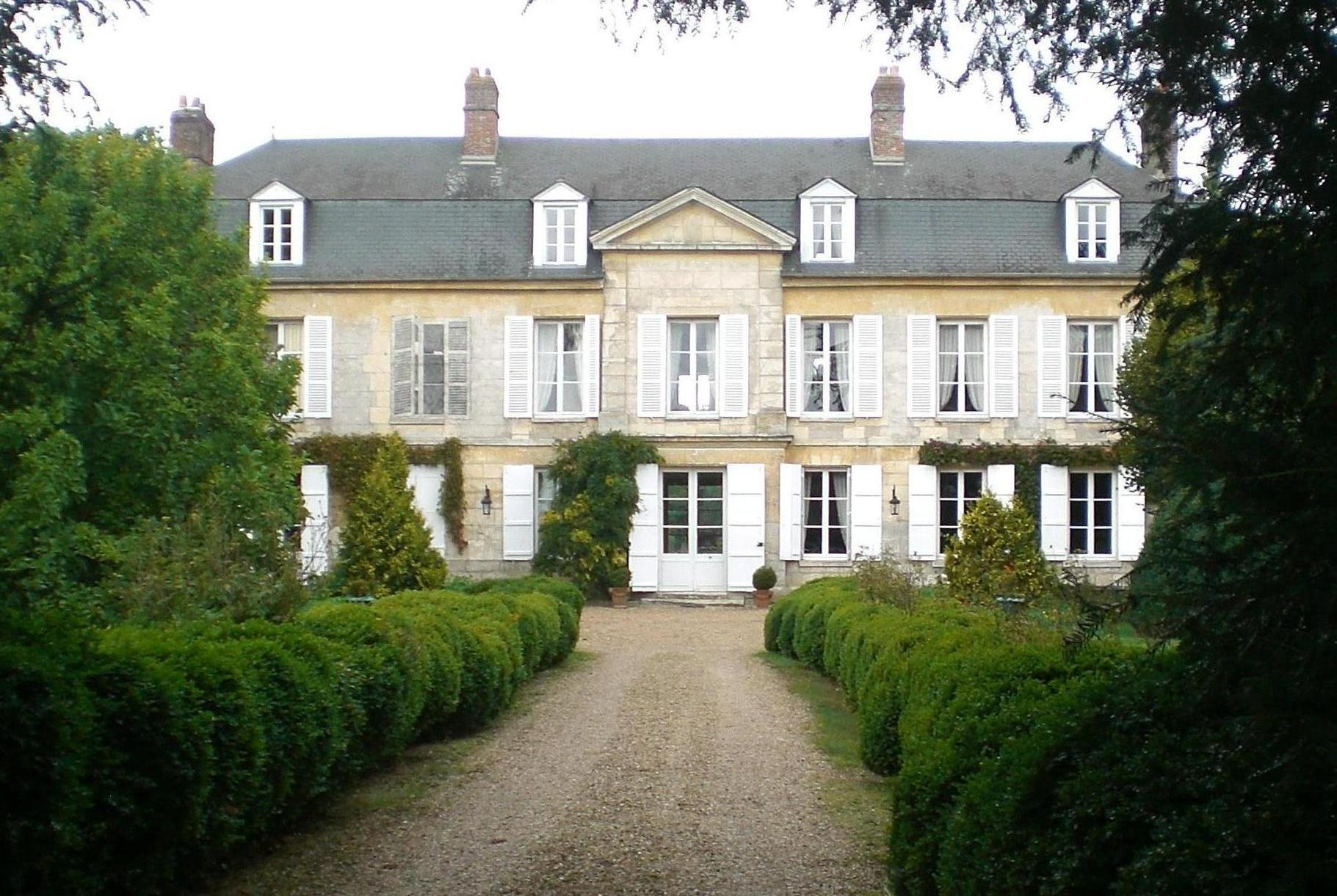
Castelul Anserville
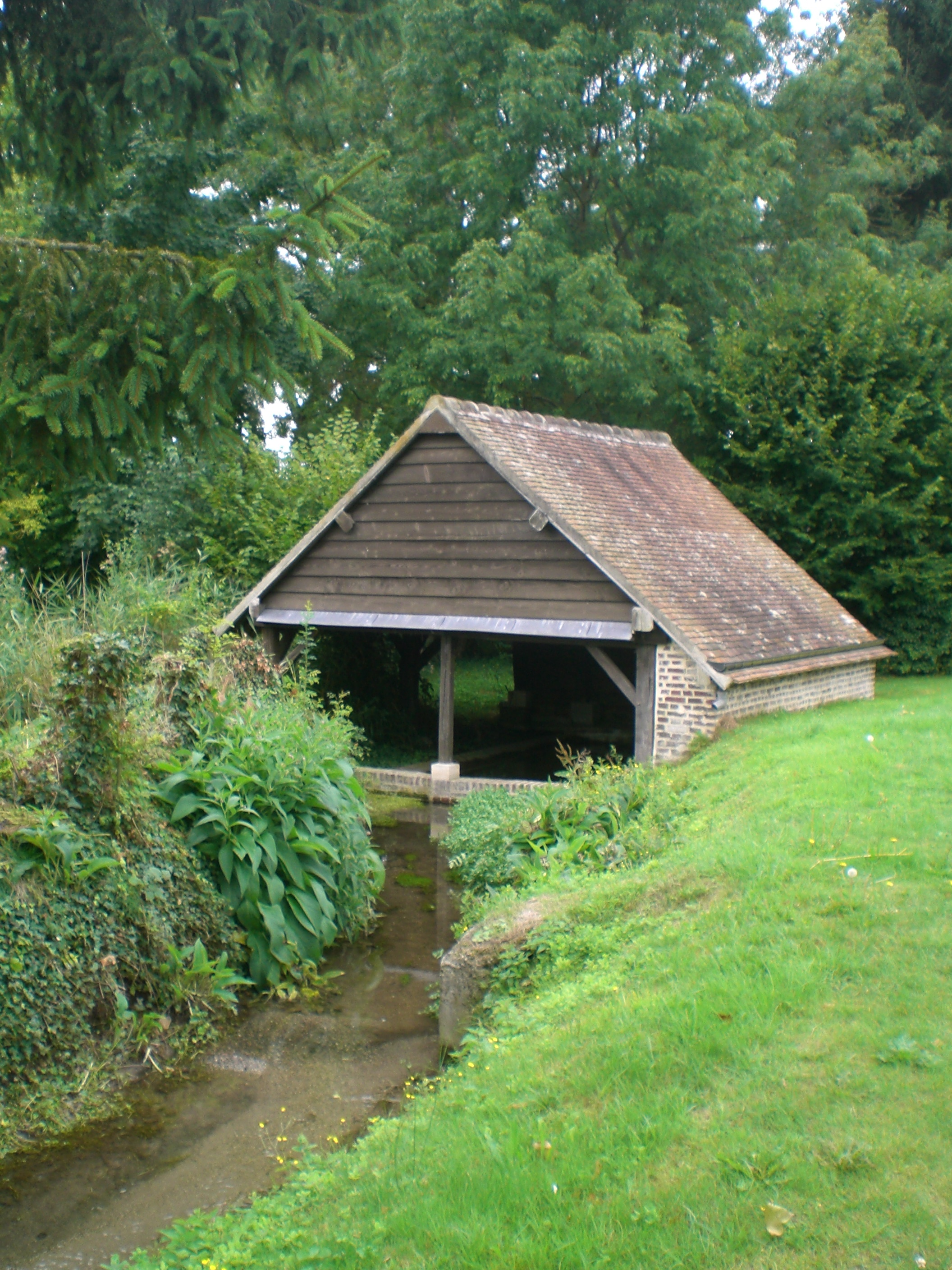
Spălătoria pe Esches la Fosseuse
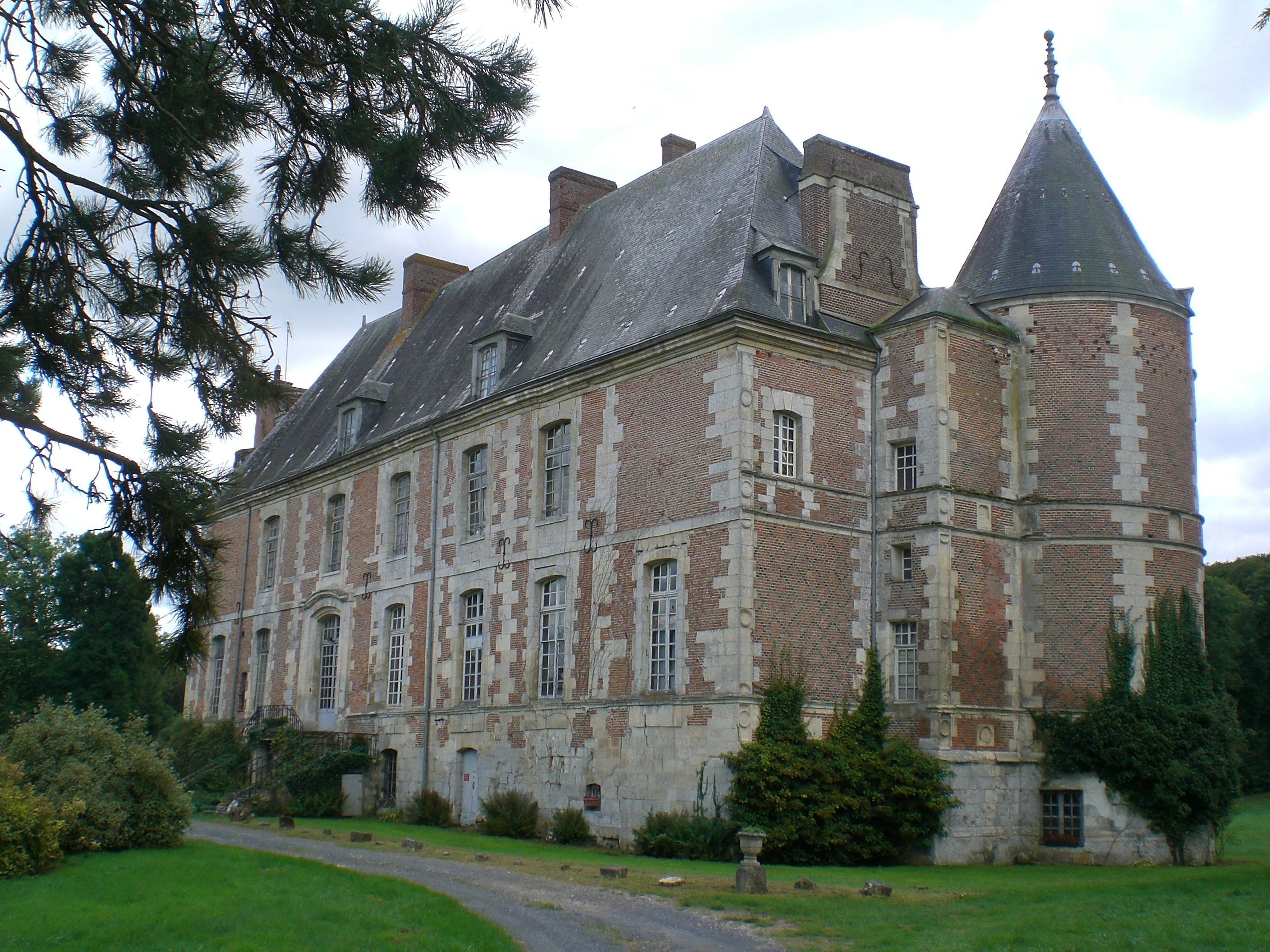
Castelul Fosseuse

### Personalități
- Amélie Mauresmo a lovit primele mingi de tenis într-un club care există și astăzi, Tennis Club de Bornel. Un gimnaziu comunal deschis în 2008 îi poartă numele.